# Samuel Bowles (economista)
Samuel Stebbins Bowles (/boʊlz/; New Haven, 6 de janeiro de 1939) é um economista estadunidense e professor Emérito da Universidade de Massachusetts Amherst, onde ministra cursos de microeconomia e a teoria das instituições.
Atualmente também é professor de economia na Universidade de Siena (Toscana, Itália) e diretor do Programa de Pesquisa em Ciências Comportamentais do Instituto Santa Fé, em Santa Fé (Novo México).
Seu trabalho pertence à linha neomarxiana (às vezes chamada pós-marxiana); sua perspectiva sobre a economia é eclética e inspira-se em várias escolas de pensamento, inclusive na que ele (e outros) chamam de economia pós-Walrasiana.